# Струмиця (річка)
Струмиця або Струмешниця — річка на території Північна Македонія та у західній частині Болгарії, найбільша притока Струми.
Бере початок на горі Плачковиця, протягом 81 км тече територію Північної Македонії у південному, а згодои у південно-східному та східному напрямках, перетинає кордон і ще протягом 33 км тече болгарською територією до впадіння у Струму.
| Північна Македонія | Це незавершена стаття з географії Північної Македонії. Ви можете допомогти проєкту, виправивши або дописавши її. |

| Болгарія | Це незавершена стаття з географії Болгарії. Ви можете допомогти проєкту, виправивши або дописавши її. |